# 布拉熱尼克
50°58′56″N 24°23′7″E / 50.98222°N 24.38528°E
布拉熱尼克（烏克蘭語：Блаженик），是烏克蘭的村落，位於該國西部沃倫州，由科韋利區負責管轄，面積0.76平方公里，海拔高度189米，2001年人口148，人口密度每平方公里193.97人。